# IC 4275
IC 4275 ist eine Balken-Spiralgalaxie mit ausgedehnten Sternentstehungsgebieten vom Hubble-Typ SBbc im Sternbild Wasserschlange südlich des Himmelsäquators. Sie ist schätzungsweise 187 Mio. Lichtjahre von der Milchstraße entfernt und hat einen Durchmesser von etwa 50.000 Lj. 

Im selben Himmelsareal befinden sich u. a. die Galaxien NGC 5153, IC 4259, IC 4272, IC 4273.
Das Objekt wurde am 4. Mai 1904 von Royal Harwood Frost.